# Ailsa Maxwell
Ailsa Giles Maxwell, de soltera Macdonald, (Gourock, 16 de diciembre de 1922-Portobello (Escocia), 10 de febrero de 2020) fue una historiadora y criptoanalista británica que trabajó en Bletchley Park durante la Segunda Guerra Mundial.

## Trayectoria
Maxwell nació en Gourock (Escocia) en 1922, hija de Grace, maestra de escuela, y Douglas Macdonald, gerente de ferrocarriles. La familia se mudó a Londres cuando su padre fue trasladado a la estación de Euston y Ailsa comenzó su educación en la ciudad. Completó sus estudios en la Academia Dumfries y en 1942 obtuvo una plaza en la Universidad de Edimburgo para estudiar Economía.
Tras completar el primer año de su licenciatura en Economía, Maxwell planeaba incorporarse al WRENS, pero el Foreign Office (Ministerio de Asuntos Exteriores de Reino Unido) se puso en contacto con ella en el verano de 1943 para realizar una entrevista para un trabajo no especificado. Una compañera de la facultad de Historia de su universidad, Cecily Giles, también recibió una oferta similar. Ambas  aceptaron la oferta y Maxwell fue nombrada para trabajar como asistente temporal en la Estación X, el centro británico de descifrado de códigos de la Segunda Guerra Mundial en Bletchley Park, en Buckinghamshire. Alojaron a Maxwell en una casa junto con un grupo de otras jóvenes en Wolverton, municipio de Milton Keynes.
Tras completar dos semanas de entrenamiento, Maxwell fue asignada al barracón 6, para trabajar en la sala de máquinas del bloque D. Su responsabilidad principal era compilar menús a partir de datos obtenidos de otros barracones e introducirlos en la Bombe, la máquina electromecánica utilizada para descifrar códigos, como parte del esfuerzo para romper el código Enigma de los alemanes. En una entrevista para el proyecto de historia oral de Bletchley Park, Maxwell describió así su trabajo:
«Nuestro trabajo principal consistía en que, cuando una parada de las Bombes satisfacía la forma en que se había configurado, entonces la configurábamos en las máquinas Enigma para ver si era correcta. No sabíamos alemán, pero era obvio si lo que salía era una tontería o tenía sentido. Disfrutaba cuando inventábamos programas, era divertido y algo inusual que hacer.»
La noche del 7 de mayo de 1945 Maxwell trabajaba junto con Asa Briggs, del Intelligence Corps, cuando la estación recibió el mensaje sin codificar del sucesor de Hitler y presidente de Alemania, el almirante Karl Dönitz, anunciando la rendición incondicional de Alemania. El servicio de Maxwell en Bletchley Park terminó al día siguiente, el 8 de mayo de 1945, Día de la Victoria en Europa. Al haber firmado la Official Secrets Act (Ley de Secretos Oficiales de Reino Unido), no habló de las actividades que  realizó en Bletchley Park hasta tiempo después de que el trabajo de la operación de descifrado de códigos se desclasificara en 1974.

### Posguerra y carrera de investigación
Inmediatamente después de la guerra, Maxwell regresó a Escocia para terminar sus estudios de Economía en la Universidad de Edimburgo, donde se graduó en 1948 con matrícula de honor, y colaborar en las elecciones generales de 1945 en Escocia. A continuación, trabajó durante un tiempo como investigadora en el Ministerio de Sanidad de Escocia.
Posteriormente, Maxwell trabajó como ayudante de investigación en el Departamento de Historia Económica de la Universidad de Edimburgo. Allí colaboró en un proyecto dirigido por Michael Flinn, que dio lugar a la publicación de Scottish Population History from the 17th Century to the 1930s (Historia de la población escocesa desde el siglo XVII hasta la década de 1930).
A continuación, Maxwell trabajó en la Oficina del Registro General de Escocia y emprendió varios proyectos de investigación con su marido, entre ellos la historia de los plateros y orfebres escoceses. Juntos también colaboraron en la transcripción del diario de George Home (1660-1705), quién recopiló en sus escritos la estructura familiar y las redes sociales de la burguesía escocesa de finales del siglo XVII.

## Vida personal
Mientras completaba su carrera en la Universidad de Edimburgo, Maxwell conoció a su marido Stuart Maxwell, quien llegó a convertirse en subdirector del Museo Nacional de Escocia. La pareja se casó en 1953 y tuvo dos hijos, Ian y Sandy.  Durante gran parte de sus vidas, Maxwell y su marido vivieron en Dick Place, en la zona de The Grange de Edimburgo.
Maxwell pasó el último año de su vida en una residencia de Portobello, un municipio costero de Edimburgo. Murió el 10 de febrero de 2020, a la edad de 97 años.
Las experiencias de Maxwell en Bletchley Park durante la guerra inspiraron parcialmente la novela The Amber Shadows de Lucy Ribchester.